# Timmy Trumpet
Timothy Jude Smith (Sydney, 9 de junho de 1982), mais conhecido pelo nome artístico Timmy Trumpet, é um músico, DJ, compositor e produtor musical australiano. Ele ganhou reconhecimento internacional por tocar trompete ao vivo e incorporar elementos de jazz na música eletrônica.
O single de maior sucesso de Timmy Trumpet, "Freaks", em colaboração com o rapper neozelandês Savage, recebeu certificação de ouro pela RIAA, seis vezes platina pela ARIA e tripla platina pela Recorded Music NZ. Atualmente, Timmy Trumpet ocupa a 5ª posição no ranking mundial de DJs da revista DJ Mag Top 100.
Em 25 de março de 2019, Timmy Trumpet se tornou o primeiro trompetista a se apresentar em gravidade zero, em um projeto realizado em parceria com a Agência Espacial Europeia e a BigCityBeats.

## Biografia
Timothy Jude Smith nasceu em Sydney, na Austrália. Ele começou a tocar trompete aos 4 anos de idade, com aulas ministradas por seu pai. Smith cursou o ensino médio na Carlingford High School, onde foi o capitão da escola. Aos treze anos, foi nomeado "Jovem Músico do Ano" e, em seguida, recebeu uma bolsa de estudos integral para o Conservatório de Música, onde foi orientado por Anthony Heinrichs, da Orquestra Sinfônica de Sydney. Em apenas dois anos, ele conquistou o posto de principal trompetista solo na Australian All-Star Stage Band.

## Carreira

### Começo (2005–2015)
Timothy Jude Smith adotou o nome artístico Timmy Trumpet e começou a se apresentar como trompetista ao lado da dupla de DJs australianos Stafford Brothers em boates e festivais de música na Austrália. Ele aprendeu sozinho a ser DJ e passou a fazer shows solo com o nome Timmy Trumpet, incorporando o trompete ao vivo em suas apresentações.
Timmy Trumpet lançou suas primeiras músicas em gravadoras australianas, como OneLove, Central Station e Hussle Recordings, e produziu várias compilações de mixagens para o Ministry of Sound Australia, que incluíam turnês promocionais nacionais.
Em 2011, Timmy Trumpet foi escolhido como atração de apoio para Stevie Wonder na inauguração do Star Casino em Sydney. Ele também participou do reality show "The Stafford Brothers", transmitido originalmente pelo canal FOX8, interpretando a si mesmo em uma aparição recorrente.
Em 2014, Timmy fez uma de suas primeiras turnês internacionais, acompanhando os DJs australianos Will Sparks e Joel Fletcher na "Bounce Bus Tour" pela América do Norte.
Entre 2012 e 2015, Timmy lançou vários singles que alcançaram o topo da ARIA Club Chart, sendo o primeiro "Sassafras", uma colaboração com o DJ de Melbourne, Chardy. A faixa foi a segunda mais popular no ranking anual da ARIA de 2012, na categoria Top 50 Club Tracks. "The Buzz", uma colaboração com New World Sound, também chegou ao primeiro lugar no Beatport e na ARIA Club Chart, além de ser usada no trailer oficial do filme "Dirty Grandpa". "Freaks", colaboração com Savage, alcançou o primeiro lugar nas paradas de Singles Australianos, Dance e Club da ARIA e foi certificado seis vezes platina na Austrália, tornando-se o single mais vendido de todos os tempos pelo Ministry of Sound Australia.
Em 2015, Timmy Trumpet foi eleito o DJ número um da Austrália no inthemix Awards.

### 2015–2016: "Freaks" e reconhecimento internacional
"Freaks" foi o décimo segundo single de Timmy Trumpet e alcançou sucesso internacional, entrando nas paradas da Austrália, Nova Zelândia, Hungria, Polônia, Bélgica, França e Países Baixos. O single vendeu mais de um milhão de cópias mundialmente e teve mais de quinhentos milhões de streams online. "Freaks" alcançou o terceiro lugar na ARIA e o primeiro na Nova Zelândia.
A faixa apareceu em séries e filmes de Hollywood, como "Santa Clarita Diet", "Collide", "Teen Wolf", "American Ultra" e "Training Day". "Freaks" também se tornou viral no Vine com o vídeo "When mama isn't home", em que um pai e filho de Brisbane, Russ e Toby Bauer, tocam a música com um trombone e uma porta de forno. O vídeo foi visto mais de 26 milhões de vezes até outubro de 2015. Em 18 de novembro de 2015, eles refizeram o vídeo ao vivo na TV australiana, e Timmy Trumpet os surpreendeu aparecendo no meio da apresentação.
A partir de 2015, Timmy Trumpet começou a ganhar reconhecimento internacional, colaborando com artistas como o DJ Carnage e KSHMR na faixa "Toca", uma releitura de "Toccata e Fuga em Ré Menor" de Johann Sebastian Bach. A música foi lançada em 26 de junho de 2015 pela Ultra Music e tornou-se uma marca registrada nas apresentações ao vivo de Timmy.
Em 2016, Timmy lançou três singles pela gravadora holandesa Spinnin' Records, incluindo "Psy or Die", que se tornou popular no circuito de festivais europeus. Outros lançamentos incluíram "Party Till We Die", com MAKJ e Andrew W.K., e "Oracle", que alcançou o topo do Beatport e acumulou mais de 150 milhões de streams até outubro de 2019.

### 2017–2018: Festivais globais de música
Em 2017, Timmy Trumpet estreou no palco principal do Tomorrowland, na Bélgica, com uma das apresentações mais vistas de todos os tempos no canal oficial do festival no YouTube. Entre 2017 e 2018, ele se apresentou nos palcos principais de festivais como Parookaville, Electric Love, Creamfields e Airbeat One.
Timmy Trumpet colaborou com Hardwell na faixa "The Underground", com Vini Vici em "100" e com Blasterjaxx em "Narco". Em 21 de junho de 2018, ele fez um show esgotado em Belfast, Irlanda do Norte, com 15 mil ingressos vendidos.

### 2019: Turnê mundial e gravidade zero
Em 25 de março de 2019, Timmy Trumpet participou do BigCityBeats World Club Dome "Zero Gravity 2.0" a bordo de um A310 da Agência Espacial Europeia, realizando uma série de voos parabólicos para experimentar seis minutos de gravidade zero. Em abril, ele anunciou uma turnê mundial de 60 datas e lançou o single "World At Our Feet" em maio.

### 2021–2022: SINPHONY Radio e popularidade crescente

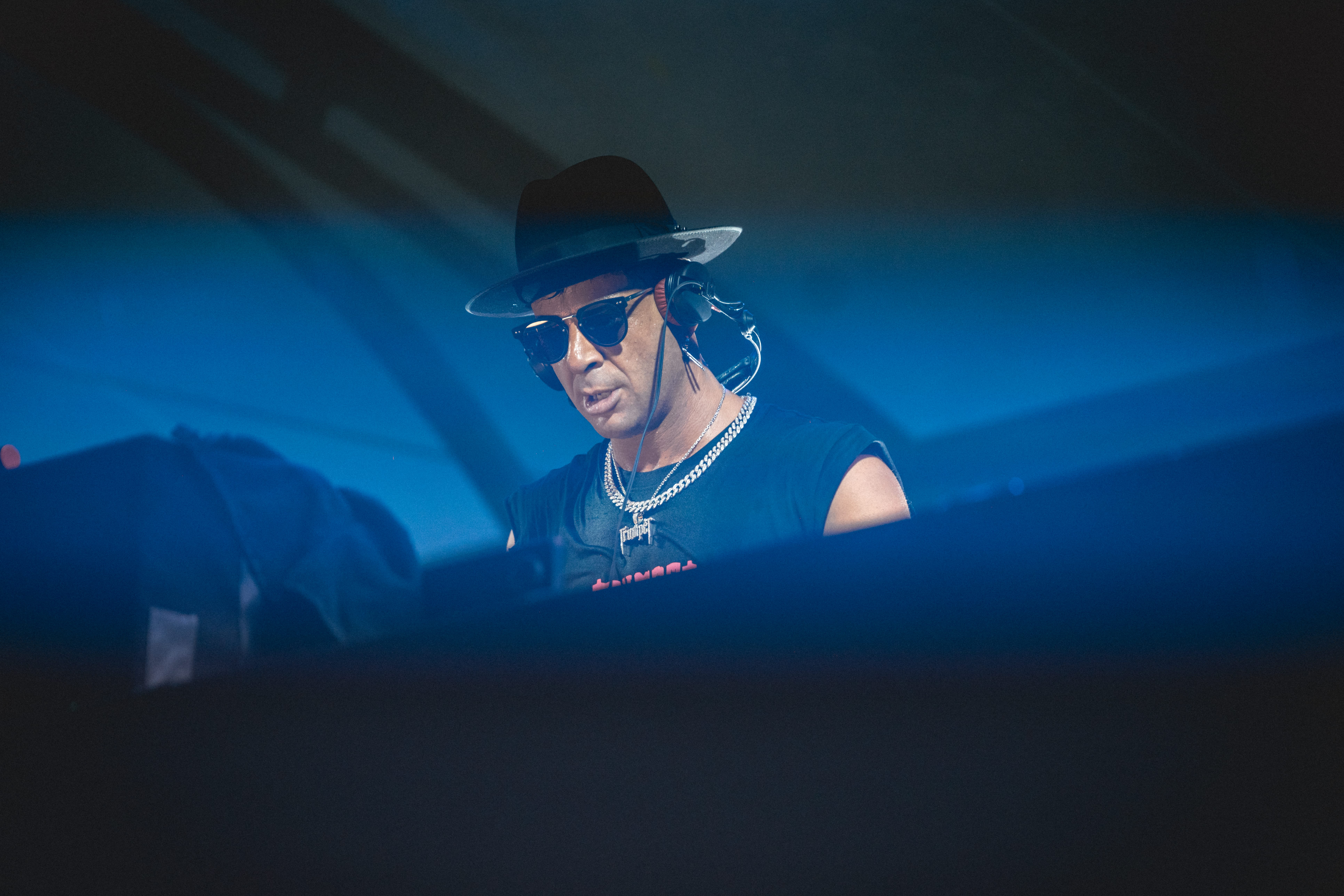
Timmy Trumpet em 2023

Em fevereiro de 2021, Timmy Trumpet lançou o programa de rádio semanal "SINPHONY Radio", transmitido em mais de 40 países. Em agosto, ele colaborou com Armin van Buuren na música "Anita". "Narco" ganhou destaque em 2022, quando o jogador de beisebol Edwin Díaz a adotou como trilha sonora de suas entradas em campo, com Timmy Trumpet se apresentando ao vivo no estádio dos Mets.

## Estilo musical
Timmy Trumpet é conhecido por suas performances ao vivo enérgicas e pelo uso de pirotecnia no palco. Ele mistura diferentes subgêneros da música eletrônica, tocando em diversas velocidades e incorporando solos de trompete ao vivo em edições personalizadas. Seus sets de DJ geralmente apresentam suas próprias faixas, colaborações e remixes.
Timmy já lançou músicas em vários subgêneros da música eletrônica, incluindo house, electro house, Melbourne bounce, hardstyle, trance psicodélico, big room house e funk.
Timmy Trumpet citou o Daft Punk como uma de suas primeiras inspirações para começar a experimentar com a música eletrônica. Em uma entrevista ao Belfast Telegraph, ele afirmou: "Eu era trompetista antes de ser DJ, costumava tocar junto com as músicas que ouvia no rádio. Lembro-me da primeira vez que toquei junto com uma música do Daft Punk. Foi aí que percebi que poderia haver algo interessante nessa combinação de trompete com EDM."

## Vida pessoal
Em 2020, Timmy pediu sua namorada húngara, Anett, em casamento durante uma transmissão ao vivo. Eles se casaram em Budapeste em 2022.

## Discografia
- Mad World (2020)[30]